# Menisco lateral

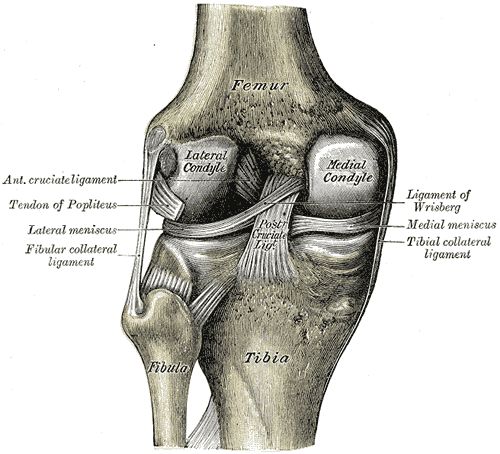
Meniscos entre os ossos tíbia e fêmur

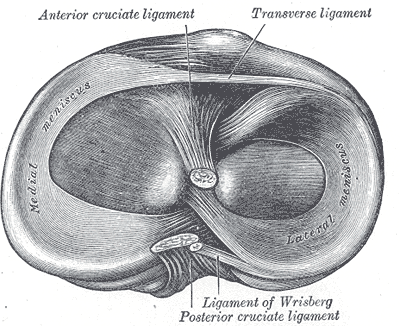
Corte transversal da tíbia, mostrando suas estruturas

O menisco lateral é o menisco da porção mais externa do joelho.